# Jasmine Pahlawi
Jasmine Pahlawi, pers. یاسمین پهلوی, z domu Jasmine Etemad Amini, pers. یاسمین اعتماد امینی (ur. 26 lipca 1968 w Teheranie) – żona Cyrusa Rezy Pahlawiego, była księżniczka i obecna pretendentka do objęcia irańskiego tronu.
Biorąc pod uwagę przemiany społeczne wprowadzone za rządów Pahlawich w przypadku restaurowania monarchii w Iranie Jasmine Pahlawi przysługiwałby tytuł szachbanu (cesarzowa) i byłaby nazywana Jej Królewską Mością.
Jasmine Pahlawi jest absolwentką Uniwersytetu George’a Washingtona. Obecnie pracuje dla Children's Law Center (Prawny Ośrodek Dziecięcy) w Waszyngtonie.
12 czerwca 1986 poślubiła Cyrusa Rezę Pahlawiego, najstarszego syna ostatniego szacha Iranu Mohammada Rezy Pahlawiego. Ze związku pochodzi troje dzieci:
1. Noor (ur. 3 kwietnia 1992)
2. Iman (ur. 12 września 1993)
3. Farah (ur. 17 stycznia 2004)

Obecnie mieszkają w Marylandzie.
Jasmine Pahlawi została odznaczona przez byłego władcę belgijskiego terytorium powierniczego Rwanda-Urundi Kigeliego V Królewskim Orderem Bębna.